# Saint-Laurent-d'Onay
 Saint-Laurent-d'Onay  là một xã thuộc tỉnh Drôme trong vùng Auvergne-Rhône-Alpes đông nam nước Pháp.